# Россошь (приток Чёрной Калитвы)
Россошь (в верховьях — Сухая Россошь) — река в России, протекает по Каменскому, Подгоренскому и Россошанскому районам Воронежской области. Устье реки находится в 59 км от устья Чёрной Калитвы по левому берегу. Высота устья 72 м над уровнем моря. Длина реки составляет 70 км, площадь водосборного бассейна — 1570 км².

## Данные водного реестра
По данным государственного водного реестра России относится к Донскому бассейновому округу, водохозяйственный участок реки — Дон от города Павловска и до устья реки Хопра, без реки Подгорной, речной подбассейн реки — бассейны притоков Дона до впадения Хопра. Речной бассейн реки — Дон (российская часть бассейна).
Код объекта в государственном водном реестре — 05010101212107000004423.

### Притоки
(указано расстояние от устья)
- 10 км: река без названия, у с. Висицкий
- 26 км: река без названия, у с. Суд-Николаевка
- 28 км: река Гнилая Россошь (Песчанка)
- 38 км: река Овраг Красный
- 48 км: река без названия, в 0,7 км ниже с. Ткачев